# Нильсен, Ники Билли
Ники Билли Нильсен (дат. Nicki Bille Nielsen; род. 7 февраля 1988[…], Копенгаген) — датский футболист, нападающий.

## Карьера
Свою футбольную карьеру на взрослом уровне Нильсен начал с клубом первого датского дивизиона «Фрем». Летом 2005 года он дебютировал в официальных матчах. Билли сыграл 35 матчей за «Фрем» в сезоне-2005/06 и забил 3 гола.
В сентябре 2006 года он переехал за границу, играть за итальянский клуб «Реджина» в Серии А. Нильсен отличился забитым мячом уже в дебютном поединке в рамках Кубка Италии. В чемпионате Италии-2006/07 датчанин сыграл семь матчей. Также игрок входил в состав «примаверы» «Реджины». В 2007 году в команде сменился тренер, и Нильсену стало ещё сложнее пробиться в состав. Вследствие этого игрок отправился играть на правах аренды в клубы Серии С «Мартина» и «Луккезе». Оба эти клуба вскоре обанкротились, и Билли не получил зарплату. В итоге, отказавшись от финансовых претензий, футболист расторг соглашение с «Реджиной» за год до его истечения и вернулся в Данию.
В августе 2008-го Нильсен присоединился к «Норшелланну» и вскоре подписал с ним контракт. За два года в клубе он провёл 58 матчей и забил 18 мячей.
В 2010 году датский футболист перешёл в «Вильярреал». Один сезон он играл за дубль, а затем был отдан в аренду «Эльче» и, позже, «Райо Вальекано». В начале 2013 года был куплен норвежским «Русенборгом».
Уже в третьем матче за новый клуб, против «Сонгдала», Нильсен отмечается забитым мячом. Но запомнился всем Ники не своей игрой, а тем, что прямо во время матча умудрился пофлиртовать с известной местной певицей Туне Дамли, фанаткой «Сонгдала». В матче против «Саннес» Билли получил красную карточку, вновь оказавшись на устах у всей Норвегии. В конце игры Ники пытался побороться за мяч в штрафной соперника, однако ему помешал голкипер, который, лежа на газоне, схватил футболиста за ногу. Рефери не увидел этого эпизода и не наказал вратаря. На что Нильсен очень разозлился. Он со всей силы бросил мяч, потом начал кричать, а в итоге разорвал на себе футболку, за что и получил вторую жёлтую карточку.

## Статистика

### Матчи Нильсена за сборную Дании
| Матчи Нильсена за сборную Дании | Матчи Нильсена за сборную Дании | Матчи Нильсена за сборную Дании | Матчи Нильсена за сборную Дании | Матчи Нильсена за сборную Дании | Матчи Нильсена за сборную Дании |
| ------------------------------- | ------------------------------- | ------------------------------- | ------------------------------- | ------------------------------- | ------------------------------- |
| №                               | Дата                            | Соперник                        | Счёт                            | Голы Нильсена                   | Соревнование                    |
| 1                               | 14 августа 2013                 | Польша                          | 2:3                             | —                               | Товарищеский матч               |
| 2                               | 10 сентября 2013                | Армения                         | 1:0                             | —                               | Чемпионат мира 2014 (отбор)     |
| 3                               | 15 октября 2013                 | Мальта                          | 6:0                             | 1                               | Чемпионат мира 2014 (отбор)     |

Итого: 3 матча / 1 гол; 2 победы, 0 ничьих, 1 поражение.